# Du Wei
Du Wei (杜威S, Dù WēiP; Luoyang, 9 febbraio 1982) è un ex calciatore cinese, di ruolo difensore. Ha preso parte ai mondiali del 2002.

## Palmarès

### Club

#### Competizioni nazionali
- Supercoppa di Cina: 1

Shangai Shenhua: 2002
- Campionato scozzese: 1

Celtic: 2005-2006
- Coppa di Lega scozzese: 1

Celtic: 2005-2006

#### Competizioni internazionali
- A3 Champions Cup: 1

Shangai Shenhua: 2007